# Liste der Monuments historiques in Les Ulmes
Die Liste der Monuments historiques in Les Ulmes führt die Monuments historiques in der französischen Gemeinde Les Ulmes auf.

## Liste der Bauwerke
| Bezeichnung                        | Beschreibung              | Standort              | Kennzeichnung | Schutzstatus | Datum | Bild           |
| ---------------------------------- | ------------------------- | --------------------- | ------------- | ------------ | ----- | -------------- |
| Kirche St-Vincent                  | Erbaut im 12. Jahrhundert | Rue du Prieuré (Lage) | PA00109393    | Inscrit      | 1972  |                |
| Dolmen Pierre Couverte du Mousseau |                           | (Lage)                | PA00109392    | Inscrit      | 1984  | weitere Bilder |

## Liste der Objekte
- Monuments historiques (Objekte) in Les Ulmes in der Base Palissy des französischen Kultusministeriums